# Lesueuria (alga)
Lesueuria, rod crvenih algi iz porodice Mastophoraceae, dio reda Corallinales. Jedina vrsta je morska alga L. minderiana pronađena na genikulama alge  Metagoniolithon chara koid Zapadne i Južne Australije

## Vanjske poveznice
- Lesueuria minderiana gen. et sp. nov. (Corallinaceae,  Rhodophyta) from southern and western Australia